# Volo Uzbekistan Airways 1154
Il volo Uzbekistan Airways 1154 (HY1154/UZB1154) era un volo nazionale di linea operato dalla compagnia di bandiera Uzbekistan Airways dall'aeroporto di Termez nella città di Termez, vicino al confine con l'Afghanistan, alla capitale dell'Uzbekistan, Tashkent. Il 13 gennaio 2004 l'aereo che operava il volo, uno Yakovlev Yak-40 registrato in Uzbekistan come UK-87985, si scontrò con una stazione radar durante l'atterraggio a Tashkent, si capovolse, prese fuoco ed esplose, uccidendo tutte le 37 persone a bordo. Secondo quanto riferito, il tempo era pessimo.

## Il volo
Lo Yakovlev Yak-40 è stato registrato in Uzbekistan come UK-87985. Il volo era un volo interno da Termez, una città vicino al confine del paese con l'Afghanistan, al suo aeroporto della capitale, l'aeroporto internazionale di Tashkent. Termez era diventato un importante hub per gli aiuti umanitari nell'Afghanistan settentrionale dopo l'inizio della guerra al terrorismo nel 2001. Anche le truppe tedesche avevano utilizzato l'aeroporto di Termez come base di supporto per le truppe di mantenimento della pace in Afghanistan. 
Il volo era quasi a pieno carico e trasportava 32 passeggeri e 5 membri dell'equipaggio. L'equipaggio di volo era composto dal capitano Alexander Alexan, dal primo ufficiale Rustam Ilyasov, dall'istruttore di volo Akmal Kamalov e dall'ingegnere di volo Noel Kurmaev.
L'aereo venne autorizzato ad atterrare dai controllori a Tashkent intorno alle 19:00 ora locale. L'area era completamente buia e il tempo era peggiorato considerevolmente, con l'aeroporto avvolto dalla nebbia che limitava la visibilità a terra a 1300 metri. A 12,5 km dall'aeroporto, il volo 1154 aumentò la velocità di discesa, il che lo portò al di sotto del sentiero di discesa. L'equipaggio mantenne quindi il volo livellato fino a quando non si avvicinò all'aeroporto. Quando l'aereo fu vicino alla soglia della pista, era ancora da 30 a 40 metri dal livello del suolo, quando avrebbe dovuto essere meno della metà di quell'altezza e in configurazione di atterraggio. Quando i piloti si resero conto che stavano terminando la pista, aumentarono la potenza dei motori, ma era troppo tardi perché l'aereo potesse effettuare un mancato avvicinamento. L'ala destra dello Yak-40 colpì un radiofaro o un montante per le luci di avvicinamento, che strappò l'ala, poi il velivolo colpì un muro di cemento, perdendo l'altra ala, quella sinistra. Il volo 1154 si capovolse ed esplose. I mezzi di soccorso raggiunsero in fretta il luogo dell'incidente, ma non trovarono sopravvissuti.
Subito dopo l'incidente, la polizia uzbeka chiuse il luogo dell'incidente. Il presidente dell'Uzbekistan Islam Karimov visitò il luogo dell'incidente e parlò con i soccorritori. Il primo ministro Shavkat Mirziyoyev e i suoi aiutanti arrivarono all'aeroporto di Tashkent e si avvicinarono ai parenti delle vittime e conducendoli in una stanza.
Diverse ore dopo l'incidente, l'aeroporto internazionale di Tashkent è stato chiuso a causa della nebbia.

## Le indagini
Il governo ordinò un'indagine completa sull'incidente. Le prime indicazioni suggerivano che la causa dell'incidente fosse il maltempo. I funzionari dichiararono che non c'erano prove di manomissione dell'incidente. Nel suo libro del 2006, Murder in Samarkand, tuttavia, l'ex ambasciatore britannico in Uzbekistan, Craig Murray, scrisse che la scena dell'incidente e i corpi delle vittime erano stati alterati da funzionari uzbeki e che "non c'era mai stato alcun tentativo di condurre un'indagine corretta". Nel 2008 un'ex spia uzbeka, Ikrom Yakubov, affermò che la caduta dell'aereo, su cui volava il rappresentante dell'ONU Richard Conroy, rimasto ucciso nello schianto, era stata pianificata dai massimi dirigenti uzbeki, conferendo credibilità alla posizione a lungo detenuta da attivisti e critici. Yakubov apparve nell'agosto 2009 sulla Newsnight della BBC. L'ambasciatore Murray è stato citato nel 2008, riguardo al caso Conroy, da Radio Free Europe: "Queste non sono accuse fantasiose. Queste sono cose in cui le nuove prove si aggiungono al quadro di cose che già sapevamo abbastanza bene e non avevamo alcuna prova."